# زرزا لا مایور
زرزا لا مایور (به اسپانیایی: Zarza la Mayor) یک منطقهٔ مسکونی در اسپانیا است که در استان کاسرس واقع شده‌است. زرزا لا مایور ۱۷۰٫۲۸ کیلومتر مربع مساحت دارد ۳۰۴ متر بالاتر از سطح دریا واقع شده‌است.